# Ergalatax contracta
Ergalatax contracta (tên tiếng Anh: Contracted Rock Shell) là một loài ốc biển, một động vật thân mềm chân bụng sống ở biển trong họ Muricidae.

## Mô tả
Kích thước vỏ dao động từ 20 mm đến 45 mm.

## Phân bố
Loài này phân bố ở Biển Đỏ, Vịnh Ba Tư, ở Ấn Độ Dương dọc theo Madagascar, và là một loài phi bản địa ở Địa Trung Hải; ở Thái Bình Dương dọc theo Philippines, quần đảo Sulu, Úc (Eo biển Torres), Hawaii và Tonga.